# Pentacladocerus stepanovi
Pentacladocerus stepanovi är en stekelart som beskrevs av Trjapitzin 1968. Pentacladocerus stepanovi ingår i släktet Pentacladocerus och familjen sköldlussteklar.
Artens utbredningsområde är Armenien. Inga underarter finns listade i Catalogue of Life.